# 玉野港
岡山県玉野市にある港だとすると、もしかして
- 宇野港

ではありませんか？